# Francesco II Sforza di Caravaggio
Francesco II Sforza di Caravaggio (Milano, ... – Milano, 30 ottobre 1680) è stato un nobile italiano del XVII secolo, marchese di Caravaggio.

## Biografia
Figlio di Muzio II Sforza di Caravaggio e di Felice Orsina Peretti Damasceni, Francesco II era fratello di Giovanni Paolo II Sforza di Caravaggio e zio di Muzio III Sforza di Caravaggio e fu proprio alla morte prematura di quest'ultimo, senza figli, che egli gli succedette.
La sua condizione di figlio ultrogenito lo aveva portato ad intraprendere la carriera militare e si era già ravvicinato all'Ordine di Malta come cavaliere quando nel 1638 ottenne il titolo dal nipote. Pur non divenendo professo, dal 1638 fu anche priore di Campomorto e Generale delle galee dell'Ordine. Rimanendo a Milano, data la sua posizione, divenne Consigliere di Stato del ducato, affiancando Filippo IV di Spagna nel suo operato.
Morì a Milano il 30 ottobre 1680.

## Matrimonio e figli
A Genova il 10 novembre 1666 Francesco II Sforza di Caravaggio sposò Bianca Imperiali, figlia di Francesco Maria Imperiali, barone di Tacina e Massanova, e di Ginevra Geronima Doria (19 aprile 1629 - ?). La coppia ebbe i seguenti eredi:
- Francesco III, marchese di Caravaggio e conte di Galliate
- Anna (1670-1673)

## Ascendenza
|                                   |   |                                             | Genitori                              |  |  | Nonni |  |  | Bisnonni                     |  |  | Trisnonni               |  |
|                                   |   |                                             |                                       |  |  |       |  |  | Muzio I Sforza di Caravaggio |  |  | Giovanni Paolo I Sforza |  |
|                                   |   |                                             |                                       |  |  |       |  |  | Muzio I Sforza di Caravaggio |  |  | Giovanni Paolo I Sforza |  |
|                                   |   | Violante Bentivoglio                        |                                       |  |  |       |  |  | Muzio I Sforza di Caravaggio |  |  |                         |  |
| Francesco I Sforza di Caravaggio  |   |                                             |                                       |  |  |       |  |  | Muzio I Sforza di Caravaggio |  |  |                         |  |
|                                   |   | Faustina Sforza di Santa Fiora              | Bosio II Sforza di Santa Fiora        |  |  |       |  |  |                              |  |  |                         |  |
|                                   |   | Faustina Sforza di Santa Fiora              | Bosio II Sforza di Santa Fiora        |  |  |       |  |  |                              |  |  |                         |  |
|                                   |   | Faustina Sforza di Santa Fiora              | Costanza Farnese                      |  |  |       |  |  |                              |  |  |                         |  |
| Muzio II Sforza di Caravaggio     |   | Faustina Sforza di Santa Fiora              |                                       |  |  |       |  |  |                              |  |  |                         |  |
|                                   |   | Marcantonio II Colonna, III duca di Paliano | Ascanio I Colonna, II duca di Paliano |  |  |       |  |  |                              |  |  |                         |  |
|                                   |   | Marcantonio II Colonna, III duca di Paliano | Ascanio I Colonna, II duca di Paliano |  |  |       |  |  |                              |  |  |                         |  |
|                                   |   | Marcantonio II Colonna, III duca di Paliano | Giovanna d'Aragona                    |  |  |       |  |  |                              |  |  |                         |  |
| Costanza Colonna                  |   | Marcantonio II Colonna, III duca di Paliano |                                       |  |  |       |  |  |                              |  |  |                         |  |
|                                   |   | Felice Orsini                               | Girolamo Orsini, signore di Bracciano |  |  |       |  |  |                              |  |  |                         |  |
|                                   |   | Felice Orsini                               | Girolamo Orsini, signore di Bracciano |  |  |       |  |  |                              |  |  |                         |  |
|                                   |   | Felice Orsini                               | Silvia Sforza di Santa Fiora          |  |  |       |  |  |                              |  |  |                         |  |
| Francesco II Sforza di Caravaggio |   | Felice Orsini                               |                                       |  |  |       |  |  |                              |  |  |                         |  |
|                                   | … | …                                           |                                       |  |  |       |  |  |                              |  |  |                         |  |
|                                   | … | …                                           |                                       |  |  |       |  |  |                              |  |  |                         |  |
|                                   | … | …                                           |                                       |  |  |       |  |  |                              |  |  |                         |  |
| Fabio Damasceni                   | … |                                             |                                       |  |  |       |  |  |                              |  |  |                         |  |
|                                   |   | …                                           | …                                     |  |  |       |  |  |                              |  |  |                         |  |
|                                   |   | …                                           | …                                     |  |  |       |  |  |                              |  |  |                         |  |
|                                   |   | …                                           | …                                     |  |  |       |  |  |                              |  |  |                         |  |
| Felice Orsina Peretti Damasceni   |   | …                                           |                                       |  |  |       |  |  |                              |  |  |                         |  |
|                                   |   | Giambattista Mignucci                       | …                                     |  |  |       |  |  |                              |  |  |                         |  |
|                                   |   | Giambattista Mignucci                       | …                                     |  |  |       |  |  |                              |  |  |                         |  |
|                                   |   | Giambattista Mignucci                       | …                                     |  |  |       |  |  |                              |  |  |                         |  |
| Maria Felice Mignucci Peretti     |   | Giambattista Mignucci                       |                                       |  |  |       |  |  |                              |  |  |                         |  |
|                                   |   | Camilla Peretti                             | Pietro Ricci detto "Peretto"          |  |  |       |  |  |                              |  |  |                         |  |
|                                   |   | Camilla Peretti                             | Pietro Ricci detto "Peretto"          |  |  |       |  |  |                              |  |  |                         |  |
|                                   |   | Camilla Peretti                             | Marianna di Camerino                  |  |  |       |  |  |                              |  |  |                         |  |
|                                   |   | Camilla Peretti                             |                                       |  |  |       |  |  |                              |  |  |                         |  |